# Cristóbal de la Sierra
Cristóbal de la Sierra est une commune de la province de Salamanque dans la communauté autonome de Castille-et-León en Espagne.